# Varni
I termini Varni (Procopio), Varini (Tacito), Avarini (Tolomeo), Varinnae (Plinio il Vecchio), Wærne/Werne (Widsith), Guarni (Cassiodoro), Warnii (legge turingia) si riferiscono probabilmente ad una stessa tribù germanica poco conosciuta.

## Etnonimo
Il nome potrebbe voler dire "difensori", e potrebbero essere stati originari della Scandinavia meridionale a causa del loro nome, Värend. Si insediarono con ogni probabilità nella Germania settentrionale.

## Storia
La prima citazione di questa tribù si ha nel De origine et situ Germanorum di Tacito, nel quale si trova scritto:
(Tacito, De origine et situ Germanorum, XL, 1.)
Plinio il Vecchio scrisse Germanorum genera quinque: Vandili, quorum pars Burgodiones, Varinnae, Charini, Gutones, dicendo che esistevano cinque razze germaniche: i Vandali di cui facevano parte i Burgundi, i Varinnae, i Carini ed i Gutones (Goti).
Procopio citò questo popolo, dicendo che quando gli Eruli vennero sconfitti dai Longobardi, tornarono in Scandinavia (Thule). Attraversarono il Danubio (Ister), oltrepassarono gli Slavi (Sclaveni) e, dopo una regione sterile, raggiunseero i Varni. Dopo i Varni incrociarono i Dani, e poi solcarono il mare. In Scandinavia si insediarono accanto ai Geati (Gautoi).
Apparvero anche in un poema anglosassone intitolato Widsith, con il nome di Werns.
Breoca Brondingum,         Billing Wernum.

Oswine weold Eowum ond Ytum Gefwulf,

Fin Folcwalding Fresna cynne.»
Breoca i Bronding, Billing i Werns.

Oswine governò gli Eow ed i Juti vennero guidati da Getwulf,

Finn Folcwalding i Frisian-kin.»
(Widsith, linee 24-27)
Su una mappa di Claudio Tolomeo vengono segnalati nella zona di Meclemburgo, dove uno dei fiumi principali è il Warnow, ed esiste un paese chiamato Warnemünde. Vennero dispersi dai Franchi nel 595. Quando nacquero gli Slavi, presero il nome di Varnabi, forse per aver assimilato gli ultimi Varni.